# Te och sympati
Te och sympati är en amerikansk film från 1956 regisserad av Vincente Minnelli.
Filmen bygger på en teaterpjäs av Robert Anderson. Deborah Kerr, John Kerr och Leif Erickson gjorde de ledande rollerna i pjäsen när den spelades på Broadway, och de spelar samma roller i filmen.
Eftersom homosexualitet antyds i pjäsen, och de amerikanska filmbolagen vid denna tid tillämpade självcensur var det uppenbart att pjäsen var tvungen att omarbetas innan den kunde bli film. Sex utanför äktenskapet fick inte glorifieras, så Produktionskoden gjorde att Deborah Kerrs rollperson Laura Reynolds avlider i slutet.